# Hitopadesha

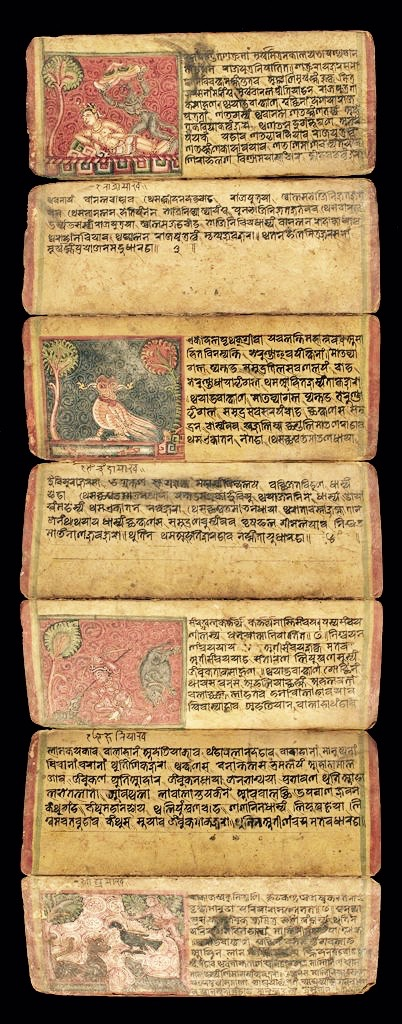
Nepaler manuskript av Hitopadesha, c. 1800

Hitopadesha (sanskrit: nyttig undervisning) är namnet på en av de mest berömda indiska fabelsamlingarna, sammanställd under medeltiden och enligt författaren Narayana avsedd som lärobok för furstesöner.
Verket omfattar en samling korta berättelser, ursprungligen skrivna på sanskrit. Boken har stora likheter med en liknande bok, Panchatantra, från 200-talet f. Kr.
Hitopadesha har översatts till de flesta av de stora världsspråken.
En engelsk översättning gjordes av Sir Edwin Arnold och publicerades i London 1861. Han var vid den tiden rektor vid Puna College i Indien.